# Liste der Stolpersteine in Sandhausen
Die Liste der Stolpersteine in Sandhausen enthält die Stolpersteine, die vom Kölner Künstler Gunter Demnig in Sandhausen verlegt wurden. Stolpersteine erinnern an das Schicksal der Menschen, die von den Nationalsozialisten ermordet, deportiert, vertrieben oder in den Suizid getrieben wurden. Sie liegen im Regelfall vor dem letzten selbst gewählten Wohnsitz des Opfers.
Die erste Verlegung in Sandhausen erfolgte am 26. April 2017 durch den Künstler persönlich.

## Verlegte Stolpersteine
In Sandhausen wurden acht Stolpersteine an zwei Adressen verlegt.
| Stolperstein | Inschrift | Verlegeort      | Name, Leben                                  |
| ------------ | --- | --------------- | -------------------------------------------- |
|              | HIER WOHNTE EMMA FREUND GEB. GEISMAR JG. 1868 DEPORTIERT 1940 GURS TOT 16.9.1941                                                         | Hauptstraße 141 | Emma Freund, geborene Geismar (1868–1941)    |
|              | HIER WOHNTE KAUFMANN FREUND JG. 1865 DEPORTIERT 1940 GURS TOT 17.10.1941                                                                 | Hauptstraße 141 | Kaufmann Freund (1865–1941)                  |
|              | HIER WOHNTE BERTA WAHL GEB. HEUMANN JG. 1869 DEPORTIERT 1940 GURS BEHANDELT / ÜBERLEBT IN VERSCHIEDENEN KRANKENHÄUSERN TOT AN SPÄTFOLGEN | Waldstraße 1    | Berta Wahl, geborene Heumann (1869–?)        |
|              | HIER WOHNTE HERTA WAHL GEB. GÜMBEL JG. 1902 DEPORTIERT 1940 GURS INTERNIERT DRANCY 1942 AUSCHWITZ ERMORDET                               | Waldstraße 1    | Herta Wahl, geborene Gümbel (1902–?)         |
|              | HIER WOHNTE JOHANNA WAHL VERH. GUTHEIM JG. 1914 FLUCHT 1939 USA                                                                          | Waldstraße 1    | Johanna Wahl, verheiratete Gutheim, (1914–?) |
|              | HIER WOHNTE JULIUS WAHL JG. 1880 'SCHUTZHAFT' 1938 DACHAU DEPORTIERT 1940 GURS INTERNIERT DRANCY 1942 AUSCHWITZ ERMORDET                 | Waldstraße 1    | Julius Wahl (1880–?)                         |
|              | HIER WOHNTE LUDWIG WAHL JG. 1907 'SCHUTZHAFT' 1938 DACHAU DEPORTIERT 1940 GURS INTERNIERT DRANCY 1942 AUSCHWITZ ERMORDET                 | Waldstraße 1    | Ludwig Wahl (1907–?)                         |
|              | HIER WOHNTE MINA WAHL GEB. LORCH JG. 1873 DEPORTIERT 1940 GURS TOT 26.11.1940                                                            | Waldstraße 1    | Mina Wahl, geborene Lorch (1873–1940)        |

## Verlegung
Verlegt wurden die Stolpersteine am 26. April 2017 durch den Künstler Gunter Demnig persönlich. Initiiert wurden die Verlegungen durch die Stolperstein-Initiative Sandhausen, die 2014 von Rainer Kraft und Sascha Krebs gegründet wurde. Jeweils eine Einzelperson einer Institution ist Pate eines Stolpersteines.